# Niviventer coninga
Niviventer coninga är en däggdjursart som först beskrevs av Swinhoe 1864.  Niviventer coninga ingår i släktet Niviventer och familjen råttdjur. Inga underarter finns listade i Catalogue of Life.

## Utseende
Jämförd med Niviventer culturatus som likaså lever på Taiwan har arten en rödbrun päls och ett större kranium. Detta råttdjur blir 14 till 20,5 cm lång (huvud och bål), har en 17 till 26 cm lång svans och väger 108 till 176 g. Bakfötterna är 3,0 till 3,7 cm lång och öronen är 2,2 till 2,9 cm stora. I den mjuka pälsen är taggar inblandade som inte är helt styva. På ovansidan kan inslag av gult förekomma och gränsen mot den krämfärgade undersidan är tydlig. Bakfötterna har en tvärgående brun strimma på toppen framför de vita tårna. Svansen är uppdelad i en brun ovansida och en synlig ljusare undersida. Arten har fem fingrar vid framtassen och fem tår vid bakfoten som är utrustade med korta klor. Lilltån är påfallande liten. Honans fyra par spenar är jämnt fördelade på undersidan. Niviventer coninga har en diploid kromosomuppsättning med 46 kromosomer (2n=46).

## Utbredning
Arten förekommer endemisk på Taiwan. Den lever i låglandet och i bergstrakter upp till 2000 meter över havet. Habitatet utgörs av skogar och av angränsande landskap, bland annat buskskogar. Honan föder två eller tre ungar per kull.

## Ekologi
Niviventer coninga är nattaktiv och efter 2 till 3 timmar tar den ofta en paus. Vid gryningen söks en viloplats i en buske där individen gömmer sig hela dagen. Födan utgörs främst av frön, frukter och örter som kompletteras med några leddjur. Honor kan para sig under alla årstider men under senare delen av den torra perioden föds få ungar på grund av födobrist. Ungar som föds under sommaren blir efter ungefär 5,5 månader könsmogna och ungar som föds under vintern efter cirka 9 månader. Många exemplar dör innan.

## Bevarandestatus
Landskapsförändringar påverkar Niviventer coninga måttlig så att den blir mer sällsynt. Allmänt är arten vanligt förekommande och i utbredningsområdet inrättades en nationalpark. IUCN listar arten som livskraftig (LC).